# Rostec
Rostec (russisch Ростех Rostech), früher Rostechnologii (russisch Ростехнологии Rustechnologien) ist eine russische Staatsgesellschaft, die Ende 2007 gegründet wurde, um die Entwicklung, Produktion und den Export von industriellen High-Tech-Erzeugnissen für den zivilen und den militärischen Bereich zu fördern. Sie vereint etwa 700 Unternehmen, die 14 Holdinggesellschaften bilden: elf Holdinggesellschaften sind im Bereich der Rüstungsindustrie tätig und drei im zivilen Sektor. Rostec Unternehmen befinden sich in 60 Föderationssubjekten der Russischen Föderation und liefern Güter in über 70 Länder weltweit.
Die volle Bezeichnung des Unternehmens lautet auf Russisch Государственная корпорация по содействию разработке, производству и экспорту высокотехнологичной промышленной продукции «Ростех». Die russische Abkürzung heißt Госкорпорация Ростех. Auf Englisch wird die Gesellschaft vollständig als State Corporation for Assistance to Development, Production and Export of Advanced Technology Industrial Product «Rostec» bezeichnet und als Rostec Corporation abgekürzt. Rostec war bis Dezember 2012 als Rostekhnologii bekannt.

## Geschichte
Am 23. November 2007 unterzeichnete der russische Präsident Wladimir Putin ein Bundesgesetz, welches Rostekhnologi als Staatsgesellschaft gründete und von der Staatsduma am 9. November verabschiedet wurde. Eine „Staatsgesellschaft“ ist eine ganz besondere Art juristischer Person in Russland. Die Gesellschaft wurde durch eine Eigenkapitaleinlage der Russischen Föderation gegründet. Der Staat stellte 443 Unternehmen zur Verfügung, die in die Staatsgesellschaft einflossen. Der Gesamtverlust aller Beteiligten belief sich auf eine Summe von 630 Milliarden Rubel; mehr als 30 % dieser Unternehmen befanden sich in einer Krise oder in einem vorkrisenhaften Zustand. 17 Unternehmen führten keine Geschäftstätigkeit mehr aus, 27 hatten einen Teil ihrer Aktiva verloren oder standen vor dem materiellen Risiko solch eines Verlusts. Führungskräfte einiger dieser Unternehmen, die nun Teil von Rostec waren, hatten Konflikte miteinander. Als Rosoboronprom, ein Unternehmen, das schließlich mit Rostechnologii fusionierte, 2006 die Mehrheitsbeteiligung an VSMPO-AVISMA erwarb, entwickelte sich der andauernde Konflikt zwischen den Aktionären zu einer Krise. Im Oktober 2005 schloss die Staatliche Finanzmarktaufsicht (FFMS) den Handel von Stammaktien an den Börsen RTS Exchange und MICEX aus.
Mehr als die Hälfte der russischen Wirtschaft war schon 2009 unter staatlicher Kontrolle.

## Unternehmensstruktur
Die wichtigsten Holdingunternehmen bilden drei Bereiche: Luftfahrzeuge, Elektronik und Rüstung.
Luftfahrzeuge:
- OAK
- Russian Helicopters
- United Engine Corporation
- KRET[12]
- Technodinamika

Elektronik:
- Roselektronika
- Schwabe
- Konzern Awtomatika

Rüstung:
- Tecmasch
- Uralwagonsawod
- Wyssokototschnyje Kompleksy
- RT-Chemcomposite
- Konzern Kalaschnikow (25 % plus eine Aktie)[13]
- Zniitotschmasch

Andere Unternehmen:
- Rosoboronexport
- VSMPO-AVISMA (25 % plus eine Aktie)[14]
- RT-Business Development
- Nacimbio
- KAMAZ (49,9 %)[15]
- AwtoWAS (25 %)[16]
- Stankoprom
- Nowikombank
- Kaliningrader Bernsteinkombinat

### Luftfahrzeuge

#### OAK
Das Unternehmen OAK (englisch: United Aircraft Corporation (UAC)) wurde per Dekret des Präsidenten im Oktober 2018 zu 92 Prozent der Rostec übertragen.

#### Russian Helicopters
Rostec kontrolliert Russian Helicopters, welche den ersten Platz weltweit in Bezug auf das Umsatzvolumen von Kampfhubschraubern einnehmen.
- mehr als 8.500 „Russian Helicopters“ sind in über 100 Ländern weltweit in Gebrauch
- Russian Helicopters besitzt über einen Anteil von 85 % der nationalen und 14 % der internationalen Märkte

2011 haben Russian Helicopters und das italienische Unternehmen AgustaWestland die gemeinsame Firma HeliVert gegründet, um die Produktion des Zweimotoren-Mehrzweckhubschraubers AW139 in Russland zu beginnen. Die Produktionsstätte befindet sich in Tomilino, im Moskauer Umland.
2017 wurde als Konsortium Russian Direct Investment Fund (RDIF) gebildet mit dem Ziel, einen Mindestanteil an Russian Helicopter (Teil der Rostec Staatsgesellschaft) als Fonds für internationale Investoren zu öffnen.

#### United Engine Corporation
Die Unternehmensgruppe ist verantwortlich für die Produktion von Motoren für militärische und zivile Luftfahrt- und Weltraumforschungsprogramme. Es fertigt Turbinen für Strom- und Wärmeerzeugung, Gasverdichter und Schiffsgasturbinenanlagen an.
UEC hat eine neue Version der PD-14-Luftfahrtmotoren für die nächste Generation der MS-21 Flugzeuge sowie für die nächste Generation von Militärmotoren für die 5. Generation der Kampfflugzeuge und von Hubschraubermotoren usw. entwickelt. Zudem wurden von dem Unternehmen auch neue Gasturbineneinheiten mit einer Kapazität von 60–110 MW entwickelt und auf dem Markt eingeführt.

#### KRET
KRET entwickelt und produziert militärspezifische radioelektronische Apparatur, Geräte zur Zustandserkennung, sowie für Luftfahrt und Radioelektronik, Mehrzweckmessgeräte, abnehmbare elektrische Steckverbinder und diverse Zivilprodukte. Die Unternehmensgruppe hat eines der beiden bestehenden staatlichen Funkortungs- und Identifikationssysteme entwickelt. Das Ziel des Unternehmens ist es, den weltweiten Markt für abnehmbare Steckverbinder für die weltweit größten Unternehmen zu betreten.

#### Technodinamica (Aviation Equipment Holding bis 2015)
Führender russischer Entwickler und Hersteller von Flugzeugausrüstung, einschließlich Fahrwerken, Kraftstoffsystemen, Flugsteuerungssystemen und Hilfsaggregaten.
Spezialisiert auf die Entwicklung und Produktion von:
- Motorsteuerungen und Geräten
- Lebensunterhaltungssystemen, Rettungs- und Notfallsystemen
- Steuerungssystemen und Ausführungseinheiten
- Hydraulik- und Kraftstoffsystemen
- Stromversorgungssystemen und Schaltanlagen
- Hilfsaggregaten
- Landebahnausrüstung

### Elektronik

#### Ruselectronics
Ruselectronics vereinigt Elektronikindustrieunternehmen, die sich auf die Entwicklung und Herstellung von elektronischen Bauteile, elektronischen Geräten und Ausrüstung, Mikrowellengeräten und Halbleitergeräten spezialisiert haben.

#### Schwabe Holding
Schwabe ist verantwortlich für die Entwicklung und Produktion von Hightech optisch-elektronischen Systemen sowohl für militärische als auch für zivile Zwecke, und für die Herstellung von optischen, medizinischen und energiesparenden Geräten.
Die Holding wurde 2008 gegründet. Bis zum 26. Oktober 2012 hieß das Unternehmen offene Vereinigung Wissenschafts- und Produktionskomplex „Optische Systeme und Technologien“. Die Betriebe der Organisation produzieren optisch-elektronische Ausrüstung, Geräte und Komplexe militärischer und nicht-militärischer Bestimmung, hochtechnologische zivile Güter: Überwachungssysteme, Systeme für Luft-Raum-Forschung und Fernerkundung der Erde, Lasersysteme und -anlagen, Entfernungsmesser, Zielgeber, photolithographische Systeme, Präzisionselemente und Nanovorrichtungen, Medizintechnik, Feldmessgeräte, Beleuchtungstechnik und Anderes mehr. Die Unternehmen der Holding bieten über 5 000 Produkte an.
Zu der Holding zählen die NPO „Astrofisika“ (Wissenschafts- und Produktionsvereinigung „Astrophysik“), die oAG NPO „Alfa“ (Wissenschafts- und Produktionsvereinigung „Alfa“), die oAG „Optisch-Mechanisches Werk Wologda“, die oAG „NPO Staatsinstitut für angewandte Optik“, die oAG Staatsinstitut für Optik „S.I. Wawilow“, die oAG Entwicklungs- und Konstruktionsbüro „Granat – W.K. Orlow“, die oAG Optisch-Mechanisches Werk Sagorsk“, die oAG Krasnogorsker Werk „S.A. Swerew“, die oAG Optische Glaswerke Lytkarino, die oAG Forschungsinstitut für optische Materialkunde des Allrussischen Wissenschaftszentrums Staatsinstitut für Optik „S. I. Wawilow“, die oAG Produktionsvereinigung „Gerätebauwerk Nowosibirsk“, die oAG Wissenschafts- und Produktionsvereinigung „Optika“, das Föderale Staatliche Einheitsunternehmen Wissenschafts- und Produktionsvereinigung „Orion“, die oAG „Mechanisches Werk „Sapfir“, die oAG „Zentrales Konstruktionsbüro für Feingerätebau“, die oAG Zentrales Konstruktionsbüro „Foton“, die oAG Produktionsvereinigung „Uraler optisch-mechanisches Werk „E. S. Jalamow“ (UOMZ)“. Seit 2011 ist die Holding in Jekaterinburg eingetragen.

#### Konzern Awtomatika
Der Konzern Awtomatika ist das größte Unternehmen der Russischen Föderation, welches sich mit Problemen der Informationssicherheit, mit der Entwicklung und Produktion von geheimer Kommunikationsausrüstung und -Systemen, geschützten Informationen und Tele-Kommunikationssystemen, sowie auch mit speziellen automatisierten Kontrollsystemen beschäftigt.

### Rüstung

#### Konzern Tecmasch
Der Konzert Tecmasch ist auf die Entwicklung und Produktion von Munitionsvorräten für die Gefechtsfähigkeit der wichtigsten Streitkräfte der Armee spezialisiert.
Die Struktur der Holding JSC „SPC Techmash“ umfasst derzeit 48 Industrieorganisationen aus der Munitions- und Spezialchemie-Technologie, 47 Unternehmen gehören zum militär-industriellen Komplex und sind in das konsolidierte Register der Organisationen des militär-industriellen Komplexes der Russischen Föderation eingetragen. Viele der Unternehmen und Forschungseinrichtungen, die zur Holding gehören, können auf eine jahrzehntelange Geschichte zurückblicken. Die Organisation der Holdinggesellschaft ist in 15 Regionen der Russischen Föderation ansässig.

#### Uralwagonsawod
Das Uralwagonsawod (wörtlich Uralwaggonwerk) ist eine russische Maschinenbau- und Rüstungsfirma in Nischni Tagil und produziert u. a. die Kampfpanzer T-55, T-72 und T-90.

#### Wyssokototschnyje Kompleksy
Wyssokototschnyje Kompleksy ist Teil des Rüstungsindustrie-Komplexes, der sich auf Hochpräzisionssysteme und Waffen für die Kampfgebiete konzentriert. Es implementiert den gesamten Produktionszyklus von Waffen und Verteidigungsausrüstung, von der Ideenfindung bis hin zum Vertrieb der Produkte.

#### RT-Chemcomposite
Die Unternehmensgruppe ist spezialisiert auf innovative Forschung und Entwicklung auf dem Gebiet der Polymer-Verbundstoffe und integrierter Produkte für die Raumfahrt, Luftfahrt, Waffen und militärische Ausrüstung, Boden- und Wassertransport, Energieversorger und andere Branchen.

#### Konzern Kalaschnikow
Am 13. August 2013 fusionierten Izhmash und Izhevsk Mechanical Plant und wurden offiziell in Konzern Kalaschnikow umbenannt. 51 % der Aktien des Konzerns Kalaschnikow gehören Rostec und 49 % werden von privaten Investoren gehalten. Kalaschnikow ist auch jetzt Russlands größter und bedeutendster Hersteller von vollautomatischen Schusswaffen und Scharfschützenwaffen, gelenkten Projektilen und einer breiten Palette von Zivilprodukten, darunter Schrotflinten, Sportgewehre, Maschinen und Werkzeug.
2017 wurde dem Aufsichtsrat der Verkauf der Kalashnikov Group Aktien an Andrey Bokarev und Alexej Kriworutschko mit Zustimmung des Vorstands der Rostec Staatsgesellschaft zur Überprüfung vorgelegt.
Mitte Februar 2018 reduzierte die russisch-staatliche Rostec ihre Anteile von 51 % auf 25 % plus 1 Aktie. Die knapp 26 % Anteile wurden von Unternehmenschef Alexej Kriworutschko, der auch schon vorher an Kalaschnikow beteiligt war, gekauft.
Die Staatsholding behält jedoch eine Sperrminorität von 25 % plus einer Aktie, sagte der CEO der Staatsholding Rostec Sergey Chemezov.
Laut Vertretern der Staatsgesellschaft sieht die Rostec-Entwicklungsstrategie 2025 vor, das Interesse privater Investoren für verschiedene Aktiva zu wecken. Die Staatsgesellschaft hält derzeit 51 % der Kalaschnikow-Aktien. Bokarev und die Kalaschnikow Group CEO Krivoruchko behalten 49 % der Aktien, die 2014 für 1,3 Milliarden Rubel erworben wurden.

#### NPO Splav
Splav Holding ist eines der weltweit führenden Unternehmen, das Multiple Launch Rocket Systeme (MLRS) entwickelt und produziert und eines der wichtigsten Unternehmen, die russische Waffen für den globalen Markt im betrachteten Segment zur Verfügung stellen. Dies ist die einzige Holding in Russland, die Multiple Launch Rocket System (MLRS) und Patronen entwirft und entwickelt.

#### Tsniitochmash
Tsniitochmash ist ein bedeutender Entwickler und Produzent von Waffen für das russische Militär und für die Sicherheitsstreitkräfte des Innenministeriums der Russischen Föderation.
Tsniitochmash entwickelt und bestimmt die Entwicklung von Kleinwaffen und Simulatoren für sie, von individueller Feldausrüstung, leitet die F & E von sowohl Steuerungssystemen für präzisionsgeführte Munition (sowie für den Schutz gegen sie), als auch von Feldartilleriesystemen und neuen Werkstoffen an.

### Andere Unternehmen

#### Rosoboronexport
Rosoboronexport ist die einzige staatliche Mittelinstanz für den Export und Import einer ganzen Palette von Rüstungsgütern sowie von „Dual Purpose“-Produkten, Technologien und Dienstleistungen.
Die Entwicklung der militärtechnischen Kooperation mit fremden Ländern ist einer der wichtigsten Tätigkeitsbereiche der Korporation. Beim erwarteten Umfang von 9,19 Milliarden US-Dollar betrug der Umfang der von „Rosoboronexport“ geleisteten Lieferungen von militärischen Gütern an ausländische Kunden im Jahr 2011 10,7 Milliarden US-Dollar. Dank der ständigen Steigerung des Umsatzvolumens (2 Milliarden US-Dollar im Jahre 2011) ist Russlands Position als Nummer 2 auf dem Waffenexportmarkt gesichert, wo die USA bekanntlich an der Spitze stehen. 2012 brachten die russischen Waffenexporte über 14 Milliarden US-Dollar ein, dabei belief sich der Wert der von Russland unterzeichneten Verträge über Waffenexporte auf über 15 Milliarden US-Dollar.
85 % der russischen Militärgüter sind bei Rosoboronexport für den Export bestimmt. Das Auftragsportfolio des Unternehmens beläuft sich auf 45 Milliarden US-Dollar. Das Unternehmen exportiert Rüstungsgüter in über 70 Länder.

#### VSMPO-AVISMA
VSMPO-AVISMA stellt 30 % der globalen Titanproduktion her. In Zusammenarbeit mit Boeing hat das Unternehmen neue Titan-Technologien entwickelt, die das Gewicht eines Flugzeugs reduzieren und somit erhebliche Kraftstoffeinsparungen gewährleisten. Heute exportiert VSMPO-AVISMA 70 % seiner Produkte.
Die Gesellschaft bedient 40 % der Titannachfrage von Boeing, 60 % von Airbus und 100 % von Embraer. Der Nettogewinn von VSMPO-AVISMA stieg um mehr als 80 Mal von 173 Millionen Rubel 2009 auf 14 Milliarden Rubel (350 Millionen US-Dollar) im Jahr 2015.

#### RT-Business Development
Die RT-Business Development LLC ist mit der Umsetzung der Rostec-Strategie beauftragt, nach welcher die Kapitalisierung von Projekten in den Bereichen der kommerziellen fortschrittlichen Technologien, Rohstoffe und der damit verbundenen Infrastruktur erhöht werden soll.

#### Nacimbio
Pharmazeutische Holding zur Erforschung und Entwicklung von immunbiologischen Heilmitteln.

#### KAMAZ
KAMAZ ist der führende russische Hersteller von Lkw und Dieselmotoren.
- Besitzt einen Anteil von 52 % des russischen Lkw-Markts
- ist auf Platz 14 unter den internationalen Lkw-Produzenten
- liegt auf Platz 8 unter den internationalen Dieselmotorenherstellern
- etablierte strategische Partnerschaft mit der Daimler Gruppe

KAMAZ MASTER-Team hat die hoch renommierte Dakar-Rallye 13 Mal gewonnen.

#### AwtoWAS
Die Renault-Nissan-AVTOVAZ-Allianz ist der viertgrößte Automobilhersteller der Welt. Die Allianz-Marken halten einen Anteil von 30 % des russischen Automobilmarkts. Die Allianz wird über 742 Millionen US-Dollar in die Modernisierung der Produktion investieren und entwickelt bereits jetzt neue innovative Technologien. Eine neue moderne Produktionsanlage mit einer Kapazität von bis zu 350.000 Autos pro Jahr wurde bereits eröffnet. Die neue Anlage ist für fünf Modelle von drei verschiedenen Marken – Lada, Renault und Nissan – vorgesehen. 2015 wurden zwei neue Modelle vom Unternehmen auf den Markt gebracht: Lada XRay und Lada Vesta.

## Unternehmen
Ende 2016 umfasste Rostec etwa 700 Organisationen. Kerngeschäftsfelder umfassen folgende Bereiche:
- Hubschrauberherstellung
- Luftfahrtausrüstung, Avionik und Luftfahrtmotoren
- Waffen, Militär- und Spezialausrüstung (Munition, Präzisionswaffen, Kampf- und taktische Raketenkomplexe, spezielle Waffenkomplexe, radio-elektronische Kampfausrüstung, staatliche Identifikationssysteme)
- radio-elektronische und elektronische Komponenten
- optische und optisch-elektronische Geräte
- IT und Telekommunikation
- medizinische Ausrüstung
- Verbundwerkstoffe
- Biotechnologie
- Automobil- und Maschinenbau[7]

Nach dem Bundesgesetz über die Staatsgesellschaft Rostechnologii ist es das Hauptziel des Unternehmens, „die Entwicklung, Herstellung und den Export von Hightech-Industrieprodukten zu fördern, indem sie den in Russland ansässigen Organisationen auf den in- und ausländischen Märkten, insbesondere Entwicklern und Herstellern von Hightech-Produkten und Organisationen, in denen Rostechnologii den Entscheidungsprozess aufgrund ihrer Mehrheitsbeteiligung in deren Eigenkapital oder im Rahmen von mit ihnen geschlossenen Vereinbarungen beeinflussen kann, Unterstützung bietet, sowie durch größere Investitionen in Organisationen, die in verschiedenen Industriezweigen tätig sind, einschließlich des Rüstungsindustrie-Komplexes“.

### Die Tätigkeit
Die Hauptziele der Korporation sind:
- Förderung der Betriebe verschiedener Wirtschaftszweige einschließlich der Rüstungsindustrie bei der Entwicklung und Herstellung von Hochtechnologieprodukten, bei zukunftsgerichteten Forschungen und bei der Entwicklung von Technologien;
- Einführung der Produkte in den Innen- und Außenmarkt und Vertrieb auf dem Innen- und Außenmarkt der Hochtechnologieprodukte und der in Zusammenhang mit diesen Produkten stehenden Waren und des geistigen Eigentums;
- Teilnahme an der Realisierung der Politik des Staates im Bereich rüstungstechnische Zusammenarbeit der Russischen Föderation mit dem Ausland und Teilnahme am staatlichen Rüstungsprogramm; Erfüllung des staatlichen Rüstungsprogramms, des staatlichen Rüstungsauftrags, des Mobilmachungsplans, der langfristigen zielgebundenen Programme, der zielgebundenen föderalen Programme und der Programme der rüstungstechnischen Zusammenarbeit in Übereinstimmung mit der Gesetzgebung der Russischen Föderation;
- Gewinnung von Investitionen für verschiedene Organisationen und Betriebe einschließlich der Rüstungsbetriebe, auch im Interesse der Entwicklung der konkurrenzfähigen hochtechnologischen Produkte einschließlich der Produkte für Anwendungen im militärischen Bereich;
- Werbekampagnen, Marketingmaßnahmen, Ausstellungen, Organisation von und Teilnahme an Ausstellungen, Demonstration der Produkte für Anwendungen im zivilen und militärischen Bereich und der Produkte mit doppeltem Verwendungszweck in der Russischen Föderation und im Ausland, im Interesse verschiedener Betriebe einschließlich der Rüstungsbetriebe;
- Förderung der Organisationen, die zu verschiedenen Industriezweigen gehören einschließlich der Rüstungsindustrie bei der Durchführung von angewandten Forschungen in viel versprechenden Tätigkeitsbereichen der Wissenschaft und Technik und bei der Überführung in die Produktion verschiedener Technologien zur Steigerung des Niveaus der heimischen Entwicklungen im Bereich hochtechnologischer Industrieprodukte, mit dem Ziel der Reduzierung der Fristen der Überführung in die Produktion und der Reduzierung der Entwicklungskosten;
- Förderung der Organisationen, die als staatliche Unterhändler bei der Ausführung der Außenhandelstätigkeit bezüglich der Rüstungsgüter auftreten.

### Strategische Ziele
Die Hauptziele von Rostec bestehen darin, die Entwicklung, Herstellung und den Export von Hightech-Industrieerzeugnissen durch Unterstützung der russischen Unternehmen auf in- und ausländischen Märkten zu erleichtern und Investitionen in verschiedenen Bereichen, einschließlich des Rüstungsindustrie-Komplexes anzuziehen.
- eine führende Position in Märkten für Hightech-Maschinenbauprodukten zu erreichen
- den Unternehmenswert und die Kapitalisierung des Unternehmens zu erhöhen
- hochwertige Militärausrüstung zu produzieren, die ihren ausländischen Analoga überlegen sind
- die Positionen Russlands auf dem internationalen Markt für Waffen und militärische Ausrüstung beizubehalten und voranzutreiben

### Mission
- die Umsetzung der staatlichen Politik der russischen innovativen Entwicklung zu erleichtern
- hohe Standards industrieller Technologien zu entwickeln und Hightech-Produkte zu erzeugen

### Der Aufsichtsrat
- Denis Walentinowitsch Manturow – Minister für Industrie und Handel der Russischen Föderation (Vorsitzender des Aufsichtsrates);
- Sergej Viktorowitsch Tschemesow – CEO bei Rostec.[34]
- Juri Iwanowitsch Borissow – stellvertretender Verteidigungsminister der Russischen Föderation;
- Larissa Igorewna Brytschjowa – Assistentin des Präsidenten der Russischen Föderation, Leiterin der Rechtsabteilung des Präsidenten der Russischen Föderation;
- Igor Lewitin, Unterstützung des Präsidenten der Russischen Föderation;
- Anton Siluanow, Finanzminister der Russischen Föderation;
- Wladimir Jewgenjewitsch Ostrowenko, stellvertretender Leiter der Präsidentenverwaltung;
- Juri Wiktorowitsch Uschakow – Unterstützung des Präsidenten der Russischen Föderation;
- Alexander Wassiljewitsch Fomin – stellvertretender Verteidigungssekretär der Russischen Föderation
- Alexander Nazarov – Stellvertretender Generaldirektor der Staatskorporation „Rostec“[35][36][37][38].

### Ehemalige Entwicklungsstrategie 2025
Vor dem Ukraine-Krieg wurde von Rostec geplant mehr zivile Produkte herzustellen. Nachfolgend frühere Ziele:
Im Dezember 2015 hat der Aufsichtsrat der Rostec Corporation deren Entwicklungsstrategie bis 2025 genehmigt. Hauptziel dieser Strategie war es, das russische Wirtschaftsmodell durch Diversifizierung der Wirtschaft und durch einen Anstieg des Anteils an Hightech-Zivilerzeugnissen und Nicht-Öl-Exporten zu verändern. Was daraus wurde, war 2017 nicht bekannt.
Bis 2025 plante man die Umsatzströme von Rostec deutlich zu ändern. Der Anteil der Waffenverkäufe sollte von 20 % im Jahr 2014 auf 13 % bis 2025 sinken, wobei der Anteil der Flugzeugkomponenten und Software gleichzeitig von 19 % auf 12 % fallen sollte. Rostec plante jedoch nicht, seine Produktionskapazitäten für das Angebot von Waffen, Flugzeugkomponenten und Software zu verkleinern. Vielmehr sollte die Abnahme aufgrund des proportionalen Wachstums anderer Felder, vor allem der Elektronik, entstehen. Der Anteil der Telekommunikationsgeräte am Rostec-Umsatz soll bis 2025 von 4 % auf 12 % ansteigen.
„Die Umsetzung der Entwicklungsstrategie von Rostec wird die Struktur der russischen Wirtschaft verändern“, sagte Rostec-Chef Sergey Chemezov. „Nach unseren Plänen sollten wir bis 2035 das Niveau der globalen Konkurrenten wie GE und Samsung erreichen. Wenn Russland ein entwickelter Industriestaat und Marktführer geworden ist, wird es für das Land möglich sein, sich von einem Wirtschaftsmodell zu verabschieden, welches auf Rohstoffexport basiert.“
Rostec bringt einige der wichtigsten Unternehmen der russischen Industrie zusammen. Um ein effektives Modell für die Verwaltung dieser Aktiva zu schaffen, wurde die Entscheidung getroffen, die Rostec Corporation und alle ihre Bestände vollständig neu zu strukturieren. Das oberste Gebot der Strategie ist das Wachstum der Einnahmen in Rubel, auch durch die Einführung von „smarten“ Zivilerzeugnissen auf internationale Märkte. Solche Märkte entwickeln sich mehr als doppelt so schnell wie die traditionellen Märkte, in denen Rostec tätig ist.
„Die neue Strategie von Rostec, die ein jährliches Wachstum von 17 Prozent prognostiziert, setzt sich für eine sehr ehrgeizige Aufgabe ein, die von der Unternehmensführung enorme Anstrengungen abverlangt. Dennoch glaube ich, dass unsere Vorhersagen umsetzbar sind, da Rostec eine Schlüsselfigur in der russischen Industrie darstellt und die Kapazitäten besitzt, diese Ziele zu erreichen. Einer der Hauptbereiche für die neue Strategie der Rostec Corporation ist die Entwicklung von Hightech-Technologien“, sagte Denis Manturow, der russische Minister für Industrie und Handel.
Rostec ist einer der zehn größten Industriekonzerne der Welt. Das Unternehmen hat die Schlüsselbereiche für seine Entwicklung definiert: ein jährlicher Umsatzanstieg von 17 % und ein dramatisches Wachstum des Anteils an Zivilprodukten – auf 50 % bis 2025.
Die neue Strategie umfasst fünf Schlüsselelemente:
- Aggressives Wachstum,
- Erschließung neuer Märkte,
- operative Effizienz,
- Partnerschaft mit den wichtigsten Marktbeteiligten,
- Vertriebswege.

Der Einstieg in schnell wachsende Hightech-Märkte wie Elektronik, IT, Automatisierung, Managementsysteme, Robotik, neuartige Materialien etc. hat Priorität.

### Das Rebranding
Die Umfirmierung des Unternehmens wurde am 21. Dezember 2012 bekannt gegeben. Das Unternehmen änderte seinen Namen, Logo und Slogan. Rostechnologii wurde in Rostec umbenannt. Das neue Logo zeigt ein offenes Quadrat, welches das Fenster zur Welt und einen Fokusrahmen symbolisiert. Es spiegelt die Philosophie des Firmenlogos „Partner in Entwicklung“ wider. Das Unternehmen hat auch eine neue Website in sechs Sprachen (Russisch, Englisch, Deutsch, Französisch, Spanisch, Arabisch und Chinesisch) gestartet. Die Sprachen wurden mit Blick auf die Länder und Regionen ausgewählt, die die wichtigsten Kunden des Unternehmens darstellen. Rostec hat einen offiziellen YouTube-Kanal und Accounts in sozialen Netzwerken wie Facebook, Twitter, Instagram und VKontakte erstellt. „Kommunikation und Markenführung verstärken zunehmend die Wertschöpfung von Produkten“, sagte Sergei Tschemesow, CEO von Rostec. „Wir brauchen eine internationale Marke, um globale Technologie- und Finanzführer zu engagieren, die Unternehmensstrategie erfolgreich zu verfolgen und die Kapitalisierung des Unternehmens zu verbessern.“ Nach Ansicht des Wall Street Journals wurde die Umfirmierung entwickelt, um das Unternehmen offener zu machen. Das Corporate-Rebranding-Projekt wurde von Apostel, einem strategischen Kommunikationszentrum und Ilya Oskolkov-Tsentsiper, Gründer und Miteigentümer von Winter, einer britischen Agentur, umgesetzt. Das Design wurde unter der Aufsicht von Hazel Macmillan entwickelt. (British Airways gehört zu ihren neuesten Projekten.) Die Website wurde von SomeOneElse, einer in Großbritannien ansässigen Agentur, die auch Projekte für HSBC, Land Rover und BBC entwirft, erstellt. Das Unternehmen hat 1,5 Millionen Dollar für die Umfirmierung ausgegeben.
Nach einer Einschätzung der Schweizer Beratungsgesellschaft Assessa hat die Rostec-Unternehmensmarke einen Wert von 31,2 Milliarden Rubel.
Die Firmenmarke, die Ende 2012 ins Leben gerufen wurde, gehörte 2017 zu den 15 bedeutsamsten Marken Russlands und hat einen ähnlichen Wert wie die Großunternehmen Rosneft und Rostelecom.
Rostec war die erste unter den russischen Staatsgesellschaften, die das volle Potenzial moderner Kommunikationstechnologien nutzte. Die Politik der Informationsoffenheit erlaubte die Schaffung eines neuen Bildes von dem Staatsunternehmen.

### Finanzergebnisse
Nach den vorläufigen Finanzergebnissen des Jahres 2012 beläuft sich der Konzernumsatz von „Rostec“ auf über 960 Milliarden Rubel (der Umsatz des Vorjahres liegt bei 817 Milliarden Rubel). Dabei beträgt der Exporterlös über 240 Milliarden Rubel (die Güter werden weltweit in 70 Länder geliefert). 2012 liegt der Nettogewinn von „Rostec“ bei fast 40 Milliarden Rubel. Nach den Ergebnissen des Jahres 2012 haben die Betriebe der Korporation Steuern in Höhe von über 120 Milliarden Rubel gezahlt. In die Modernisierung und Entwicklung der Produktion wurden über 112 Milliarden Rubel investiert. Der Durchschnittslohn in den Betrieben der Korporation ist auf bis zu 26.200 Rubel gestiegen, im Vergleich zu 23.700 Rubel pro Monat im Vorjahr.
Wichtigste Finanzkernzahlen, 2015 ($ 1 = 60,96 RUB):
- Konzernumsatz, $18,7 Mrd.
- Konzernergebnis, $ 1,62 Mrd.
- Exporteinnahmen, $ 5,0 Mrd.
- Gesamtinvestitionen, $ 2,1 Mrd.
- Exporte von innovativen Produkten, $ 1,81 Mrd.

### Bisherige Projekte
- 2008 wurde von der Unternehmensgruppe Pirelli und von der Korporation „Rostecnologii“ das Memorandum über Rahmenbedingungen für die Gründung eines Gemeinschaftsunternehmens zur Herstellung von Reifen für Personen- und Lastkraftwagen unterzeichnet. Zuerst planten die Vertragsparteien, ein spezialisiertes Reifenwerk in Togliatti zu errichten, die Pläne sollten jedoch geändert werden. 2011 wurde beschlossen, die Reifenherstellung bei der geschlossenen Vereinigung „Sibur Holding“ zu organisieren, welcher die Reifenwerke in Kirow und Woronesch abgekauft wurden. Der Gesamtwert der übergebenen Aktiva betrug 222 Millionen Euro. Momentan werden die bestehenden Kapazitäten von den Parteien modernisiert. Anfang 2015 sollen 10,5 Millionen Reifen für Personenkraftwagen und Leichtlastkraftwagen hergestellt werden. Das Umsatzvolumen soll 500 Millionen Euro betragen.
- Im Februar 2008 wurde von der oAG „AwtoWAS“ und vom französischen Automobilhersteller „Renault“ eine Vereinbarung über die strategi-sche Partnerschaft unter aktiver Beteiligung von „Rostecnologii“ unterzeichnet. Durch die Vereinbarung wurde der einheimische Hersteller von Personenkraftwagen in vollem Maße umstrukturiert. Die Vertreter von Renault schlossen sich dem Vorstand von „AwtoWAS“ an, und die Aktien des Unternehmens wurde unter den Teilnehmern des Konsortiums geteilt. Dabei beteiligt sich die französische Firma an „AwtoWAS“ mit einer Sperrminorität von 25 % plus eine Aktie. 2009 wurde zwischen „Renault“ und „AwtoWAS“ ein zusätzliches Abkommen unterzeichnet, nach dem „Renault“ eine Sacheinlage in einem Wert von 240 Millionen Euro leistete, was die Übergabe der Technologien und der Betriebsanlagen und den Erfahrungsaustausch mit einschloss. Diese Summe wurde für die Modernisierung der Produktionslinie von „AwtoWAS“, für die Vorbereitung auf die Herstellung der PKWs Renault und Nissan ausgegeben, auch für die Herstellung der neuen Modelle von „Lada“, die durch die ausländischen Neuerungen entwickelt wurden. Das soll die Wirtschaftlichkeit von „AwtoWAS“ wiederherstellen und die Leaderpositionen von Lada, Renault und Nissan auf dem russischen Markt erhalten. Ab 2011 verhandelte die Allianz „Renault-Nissan“ über den Abkauf des Mehrheitspakets am russischen Automobilhersteller mit den Miteigentümern von „AwtoWAS“, und zwar mit „Rostecnologii“ und „Troika Dialog“. Im Mai 2012 trafen die Parteien eine vorläufige Vereinbarung über die Gründung eines Gemeinschaftsunternehmens, welches 74,5 % von „AwtoWAS“ besitzen soll. Dabei wurde festgelegt, dass die Allianz „Renault-Nissan“ 67,17 % der Aktien erhalten soll. Im Dezember 2012 wurden die Vereinbarungen rechtlich ausgestaltet.

Auf diese Art bringen die Allianz „Renault-Nissan“ und die staatliche Korporation Rostec ihre Anteile (28,98 % und 25 %) in den Gemeinschaftsbetrieb, der später 20,14 % der Aktien kauft, die „Troika Dialog“ gehören. Im Ergebnis wird der effektive Anteil von „Renault-Nissan“ an „AwtoWAS“ 50,1 % betragen, der von Rostec – 24,5 %, was dem Betrieb eine Sperrminorität bedeutet (in Zusammenhang mit der historischen Verteilung des Grundkapitals von „AwtoWAS“ sind nicht 100 % der Aktien sind stimmberechtigt, sondern etwa 94 %). Von der Summe der Anlagen ins Gemeinschaftsunternehmen ausgehend überstieg die Börsen-Einschätzung von „AwtoWAS“ den Marktwert ums Dreifache.
- 2006 vereinbarte die Korporation VSMPO-AVISMA mit Boeing die Gründung eines gemeinsamen Unternehmens zur mechanischen Bearbeitung von Titanstanzerzeugnissen für das Flugzeug Boeing 787 Dreamliner und für russische Flugzeuge. 2007 wurde ein entsprechender Vertrag unterzeichnet. Der Bau eines neuen Werks, die Anwerbung und Ausbildung der Mitarbeiter und die Montage der Werkzeugmaschinen erforderte nur zwei Jahre, und der modernste Betrieb „Ural Boeing Manufacturing“, der unter Beteiligung von „Rostecnologii“ gegründet wurde, begann seine Arbeit 2009. Im Oktober 2012 wurde zwischen VSMPO-AVISMA und Boeing ein Memorandum unterzeichnet, das die Erweiterung der Kapazitäten von Ural Boeing Manufacturing vorsieht. Das Gemeinschaftsunternehmen hat vier neue Werkzeugmaschinen gekauft, deren Montage 2013 geplant wird. In die Entwicklung sollen 12 Millionen US-Dollar zusätzlich investiert werden. Die Partner entwickeln neue Titan-Legierungen und Technologien für den Luftfahrzeugbau. Es geht insbesondere um die Titanlegierung „Ti5553“, dank der das Flugzeuggewicht gesenkt werden kann.
- Im Juli 2008 wurde eine Vereinbarung zwischen „Rostecnologii“ und der Holding „Metalloinvest“ unterzeichnet, die im Falle des Gewinnens des Wettbewerbs die Teilnahme an der Erschließung des Kupferlagers bei Udokan vorsieht (Oblast Tschita). Schätzungsweise beträgt der Vorrat dort 20 Millionen Tonnen Kupfer oder 1,3 Milliarden Tonnen Erz, was 30 % der sicheren Vorräte Russlands ausmacht. Im September desselben Jahres wurde der Wettbewerb vom Bergbau- und Aufbereitungskombinat Michajlowski gewonnen, der zu „Metalloinvest“ gehört. Nach dem Stand von Mitte 2012 wurden Vorbereitungen auf die Erschließung des Kupferlagers getroffen. Die Gewinnung soll dem Plan nach spätestens im Juni 2014 beginnen.
- Am 11. November 2008 erwarb die staatliche Korporation „Rostecnologii“ 25,1 % des Aktienpakets der Firma WiMAX Holding Ltd, des Hauptaktionärs der Firma „Scartel“, des Internetanbieters des WiMAX-Netzes „Yota“.
- Im November 2009 wurde zwischen „Rostecnologii“ und Thales das Memorandum über Partnerschaft und Zusammenarbeit im Bereich der Schaltelektronik für Rüstungs-, Luft- und Raumfahrtindustrie geschlossen. Das Dokument regelt das Zusammenwirken beider Organisationen beim Austausch und bei der gemeinsamen Nutzung der Errungenschaften im Bereich der Spitzentechnologien, sowohl in der Zivil- als auch Rüstungsindustrie. 2010 beschlossen die Parteien, die Kooperation zu erweitern, und unterzeichneten ein zusätzliches Abkommen, nachdem sie die Gründung eines Gemeinschaftsunternehmens vereinbarten, um die integrierten Avionik-Modulsysteme für die Handelsluftflotte gemeinsam zu entwickeln, her-zustellen und zu warten. Das Gemeinschaftsunternehmen wurde auf der Grundlage des Optisch-Mechanischen Werks Wologda gegründet. Das Werk produziert in Lizenz die Wärmebildkameras „Katrin FC“, „Katrin-XP“ und des tragbaren Thermovision-Fernglases „Sophi-MF“.
- Das Unternehmen „Wertoljoty Rossii“, das zu „Rostecnologii“ gehört, und die Firma „AgustaWestland“, die zu „Finmeccanica“ gehört, vereinbarten 2010 die Gründung des gemeinsamen Unternehmens oAG „HeliWert“, um den Hubschrauber AW139 im neuen Betrieb in Tomilino (Oblast Moskau) zu bauen. 2012 beschlossen die Parteien, die Kooperation zu erweitern, und unterzeichneten einen vorläufigen Rahmenvertrag über die gemeinsame Entwicklung, Herstellung und den Vertrieb des neuesten 2,5 Tonnen schweren einmotorigen Hubschraubers.
- Rostec besitzt 49,9 Prozent an KAMAZ, weitere Aktionäre sind die Sberbank CIB (24,53 Prozent), Daimler (11 Prozent), KAMAZ International Management (4,25 Prozent), die Europäische Bank für Wiederaufbau und Entwicklung (4 Prozent) und Decodelement Services Limited (2,73 Prozent).[52]
- Außerdem erweitert „Rostecnologii“ aktiv die Kooperation mit ande-ren ausländischen Partnern und den größten russischen Transport- und Energieversorgungsunternehmen, Industriegruppen, Regierungsinstitutionen, lokalen und regionalen Behörden und Subjekten der Russischen Föderation.

Den unterzeichneten Verträgen nach arbeitet die Korporation mit OAK, OSK, RZhD, „Aeroflot“, „Lukoil“, „Gazprom“ etc. zusammen.
|
Die Grundlage für die Zusammenarbeit mit den Exekutivorganen sind die Verträge über die Zusammenarbeit in verschiedenen Bereichen einschließlich der Förderung der Entwicklung, der Herstellung und der Ausfuhr der Erzeugnisse für Zivil- bzw. dualen Einsatz und militärischer Güter. Nach dem Stand vom September 2012 hat die Korporation Verträge mit 31 Regionen abgeschlossen. In 26 Subjekten der Russischen Föderation gibt es Vertretungen von „Rostecnologii“.

## Sozialpolitik des Rostecs
Die unter Kontrolle von Rostec stehenden Betriebe zählen etwa 450.000 Beschäftigte. Eine besondere Verantwortung der Korporation besteht gegenüber 21 stadtbildenden Unternehmen, die zu ihr gehören. Als Beispiel der Tätigkeit, die die Korporation zur Stabilisierung des sozialen Klimas in den Monostädten ausführt, führten die Medien die Politik gegenüber „AwtoVAZ“ an, die während der Wirtschaftskrise 2008–2009 in der Monostadt Togliatti betrieben wurde. Trotz der Massenentlassungen konnte eine soziale Explosion in der Stadt vermieden werden. Es wurde ein Beschäftigungsprogramm für die entlassenen Mitarbeiter entwickelt. In Werchnjaja Salda (Oblast Swerdlowsk), wo sich einer der Betriebe von VSMPO-AVISMA befindet, liegt die Arbeitslosenquote bei weniger als 1 %.

### Nationalprojekt „Gesundheit“
Im Rahmen der Realisierung des Nationalen Projekts „Gesundheit“ hat die Korporation 9 föderale Zentren errichtet, wo hochtechnologische medizinische Hilfe geleistet wird. Ab 2010 wurden 5 Zentren für Herz- und Gefäßchirurgie in Betrieb genommen (Chabarowsk, Krasnojarsk, Tscheljabinsk, Perm und Kaliningrad), 2 Zentren für Neurochirurgie (Tjumen und Nowosibirsk) und 2 Zentren für Traumatologie, Orthopädie und Endoprothetik (Smolensk und Barnaul).

### Entwicklungsprogramm für perinatale Zentren
Rostec ist Teilnehmer des Entwicklungsprogramms für perinatale Zentren, zusammen mit dem Gesundheitsministerium der Russischen Föderation, dem Bundesamt für obligatorische Krankenversicherung und den föderalen Bundesbehörden.
Das Programm hat Pläne, in den russischen Regionen Hightech-Gesundheitseinrichtungen zu gründen, um eine erschwingliche und qualitative medizinische Hilfe für Mütter und Kinder zu schaffen (einschließlich der Betreuung in frühen Lebensphasen). Das Programm wird dazu beitragen, die Säuglings- und Müttersterblichkeitsraten erheblich zu senken und die Überlebensrate für Kinder mit wenig und sehr wenig Körpergewicht in den frühen Stadien der Schwangerschaft zu erhöhen.
Rostec baut und stattet Perinatalzentren in 15 Mitgliedstaaten der Russischen Föderation aus:
- 6 Republiken: Baschkortostan, Burjatien, Dagestan, Inguschetien, Karelien und Sacha (Jakutien).
- 9 Regionen: Archangelsk, Brjansk, Leningrad, Orenburg, Pensa,[57] Pskow, Smolensk, Tambow und Uljanowsk.

### Wohnungsprogramm für Unternehmensmitarbeiter
Im Jahr 2015 wurde das Rostec-State-Corporation-Wohnungsprogramm genehmigt, das qualifizierte Experten und Mitarbeiter, die für die Gesellschaft ein Personaldefizit darstellen, sowie junge Spezialisten, die Universitäten und sekundäre (Sonder-)Bildungseinrichtungen absolvierten, die für das Unternehmen den lebendigen Kern darstellen, anzuziehen und zu halten.
In Übereinstimmung mit dem Programm wird die Unternehmensförderung der Corporation und seiner Mitarbeiter in drei Bereichen durchgeführt:
- Entschädigung oder Subvention von Zinsen oder anfänglicher Immobilienkreditzahlung;
- Entschädigung oder Subvention von Miet- und Versorgungsleistungen;
- administrative, methodische und finanzielle Unterstützung von Wohnungsbaugesellschaften unter den Mitarbeitern der Gesellschaft im Bereich der Rüstungsindustrie.

### Bildung
Dank des Bildungsprogramms des Unternehmens werden die Voraussetzungen für eine nachhaltige Entwicklung von Personalressourcen geschaffen, die die Qualität des Managements in Übereinstimmung mit den aktuellen Anforderungen und den internationalen Standards im Innovationsmanagement des Unternehmens unterstützen.
Rostec kooperiert mit 312 unterstützenden Universitäten, die mit den Unternehmen des Konzerns Vereinbarungen über die angestrebte Ausbildung von Fachkräften, der Entwicklung von Zusammenarbeit als Teil der Wissenschaft und Technik und die Durchführung gemeinsamer Forschungs-, Design- und Technologiearbeiten abgeschlossen haben.
Die Zahl der Abteilungen der Holdinggesellschaft und Unternehmen des Konzerns an den Universitäten liegt bei 294. In Zusammenarbeit mit den Universitäten wurden 2015 165 Innovationsprojekte durchgeführt. Das Volumen der Forschungs-, Design- und Technologie-Betriebsfinanzierung im Rahmen dieser Projekte betrug 2,8 Mrd. Rubel.
Das Unternehmen gründete die Fakultät für Management im Bereich der militärischen und technischen Zusammenarbeit am Moskauer Staatlichen Institut für Internationale Beziehungen (MGIMO), welche zusammen mit dem Unternehmen über 80 Studenten ausbildete und einstellte. Rostec verfolgt die Zusammenarbeit mit anderen führenden Hochschulen, darunter u. a. die Moskauer Staatliche Technische Bauman-Universität und die Russische Wirtschaftsuniversität Plechanow.

## Patenschaften
Am 27. November 2007 wurde „Rostecnologii“ zu einem unbeschränkt haftenden Partner des Fußballclubs „Krylja Sowetow“ aus Samara. Aber 2011 beschloss die Korporation, der Mannschaft keine Unterstützung mehr zu leisten.
In den Jahren 2010 und 2011 sponserte die Korporation den Formel-1-Piloten Witali Petrow. Die oAG „Wertoljoty Rossii“ wurde 2012 zum Partner des Rennstalls „Caterham F1Team“, für den Petrow auftritt.
Im Mai 2015 wurde Rostec ein strategischer Partner von PFC Arsenal Tula. Die Vereinbarung ist ein umfassendes Dokument zur Unterstützung und Entwicklung von Breitensport in Tula auf der Basis des PFC Arsenal. Rostec wurde Gründer und Hauptpartner des internationalen Feuerwerk-Festivals und unterstützt seit vielen Jahren das Spasskaja-Tower-Festival.
Das Spasskaya Tower International Military Music Festival findet jährlich unter der Schirmherrschaft von Rostec statt. Die besten russischen und ausländischen Militärbands, die Volks- und Popmusik spielen, und die Ehrengarde der Staatsoberhäupter zeigen ihre Fähigkeiten auf dem Roten Platz in Moskau. Rostec richtete das erste internationale Feuerwerk-Festival in Russland aus. Die besten Pyrotechniker aus Europa, Asien, Lateinamerika und Russland zeigten ihr Können auf dem Feuerwerk- und Musikfestival auf den Sperlingsbergen in Moskau.
Im Jahr 2015 unterstützte Rostec das russische Team bei einer internationalen Sportveranstaltung für Menschen mit geistiger Behinderung, der Special Olympics World Games, in Los Angeles. 248 Athleten und Trainer aus 25 russischen Regionen nahmen an den Olympischen Sommerspielen 2015 teil. Die Athleten nahmen an 24 Sportarten teil, darunter Leichtathletik, Schwimmen, Judo, Powerlifting, Handball, Volleyball, Fußball, Basketball, rhythmische und künstlerische Gymnastik, Badminton und Andere. Das russische Team gewann 119 Gold-, 50 Silber- und 42-Bronzemedaillen. Nach den Ergebnissen der Special Olympics Games gewann die russische Mannschaft 26 Goldmedaillen und nahm erdrutschartig den ersten Platz ein, wobei sie die USA, Kanada und fünf chinesische Mannschaften schlug.
In Zusammenarbeit mit der russischen Ingenieurunion führte Rostec die Schulolympiade für Ingenieurberufe mit dem Titel „Stars: Talente in der Verteidigung und Sicherheit“, die größte russische Akademische Olympiade für Schüler, aus. Die Teilnahme an der Olympiade fördert das Interesse der Schülerinnen und Schüler an der wissenschaftlichen Forschung und verstärkt den Zufluss von talentierten Jugendlichen zu regionalen Universitäten.
Der Konzern ist Mitorganisator für das internationale Industriejugendforum „Ingenieure der Zukunft“ Das Forum gilt als eine einzigartige Plattform für den Austausch von Berufserfahrung zwischen russischen und ausländischen Nachwuchswissenschaftlern und Industriebetriebsexperten. Innerhalb von fünf Jahren haben über 5000 junge Spezialisten, Wissenschaftler, Universitätsstudenten und Postgraduierte aus mehr als 40 Ländern an der Veranstaltung teilgenommen.
2015 wurde mit Unterstützung der Rostec Corporation die III International Student Digital Olympics zu wissenschaftlichen, technischen und naturwissenschaftlichen Disziplinen abgehalten. Die intellektuelle Konkurrenz fand digital in drei Runden statt und umfasste ein Publikum von Tausenden von Studenten aus ganz Russland und anderen Ländern. Das Preisgeld der Olympiade in der Endrunde lag bei 3 Mio. Rubeln.
Um die berufliche Ausbildung der Mitarbeiter zu verbessern, arbeitet Rostec mit der WorldSkills-Bewegung zusammen. Im Jahr 2015 schlossen die Corporation und WorldSkills Russia einen Kooperationsvertrag ab, der vor allem auf die gemeinsame Arbeit an Ausbildungsexperten für die Hightech-Industrie ausgerichtet ist. Die Rostec Staatsgesellschaft ist in Übereinstimmung mit einem Dreijahresvertrag aktiver Teilhaber an WorldSkills Russland.

## Internationale Sanktionen nach dem russischen Überfall auf die Ukraine
Im März 2022 wurde Rostec nach dem russischen Überfall auf die Ukraine auf eine Sanktionsliste der Europäischen Union gesetzt.